# Ruta Provincial 1001 (Buenos Aires)
La Ruta Provincial 1001 es una avenida de 2 carriles pavimentada interurbana de 31 km de extensión ubicada en la Zona Oeste del Gran Buenos Aires, en Argentina.

## Recorrido

### Morón
Comienza en la localidad de Morón en la Avenida Hipólito Yrigoyen 1400 (Ruta Provincial 4) frente al cementerio Municipal de Morón, a 180 m de la plazoleta Héroes del Crucero Gral. Belgrano hay una intersección con la Ruta Provincial 17 y al llegar a la plazoleta Héroes del Crucero Gral. Belgrano hay una intersección con la Ruta Provincial 1003 en Morón.

### La Matanza y Merlo
La mayor parte del tramo divide el partido de La Matanza y el partido de Merlo.

### La Matanza
Finaliza en la intersección con la Ruta Provincial 21 en el centro de González Catán.

## Localidades
Las ciudades por las que pasa esta ruta  son:
- Partido de Morón: Morón
- Partido de Merlo: Libertad Y Pontevedra
- Partido de La Matanza: González Catán y Rafael Castillo.

## Nomenclatura municipal
Los nombres que toma la ruta según el distrito son los siguientes:
- Morón: Av. Eva Perón.
- Límite entre La Matanza, y Merlo: Avenida ex Comodoro Juan José Pierrestegui o Tomás de Rocamora, Roberto Billinghurst, Av.San Matías.
- González Catán: Av.San Juan Bautista Lasalle.